# Малий Оток
Малий Оток (словен. Mali Otok) — поселення в общині Постойна, Регіон Нотрансько-крашка, Словенія. Висота над рівнем моря: 533,1 м.